# الکوبیلا دو اولینیدا
الکوبیلا دو اولینیدا (به اسپانیایی: Alcubilla de Avellaneda) یک شهرستان در اسپانیا است که در سریا واقع شده‌است.